# 스마일리 (영화)
《스마일리》(영어: Smiley)는 2012년 공개된 미국의 공포 영화이다.

## 출연

### 주연
- 케이틀린 제라드
- 멜라니 페퍼리아
- 쉐인 도슨

### 조연
- 앤드류 제임스 앨런
- 로저 바트
- 제이슨 홀튼